# The Register
The Register (ook wel El Reg genoemd, door medewerkers en lezers) is een Britse nieuws- en opiniesite over technologie. De slogan van The Register is Biting the hand that feeds IT.
Hoewel vaak in een ironische stijl, brengt de site een serieus overzicht van het nieuws in de IT, met een lichte nadruk op het politieke gang van zaken achter de schermen van de IT-giganten. Door zijn scherpe berichtgeving heeft de site een redelijk goede reputatie.
Opinies van lezers worden vaak onder nieuwsartikels geplaatst als "Bootnotes". Negatieve reacties worden geplaatst in de sectie "Flames of the Week". 
De site in 1994 werd opgericht door John Lettice en Mike Magee als een e-mailnieuwsbrief met de naam "Chip Connection". Magee verliet The Register in 2001 om de concurrerende site The Inquirer te starten en richtte later de sites IT Examiner en TechEye op.

## Satire
The Register staat bekend om de sarcastische en satirische toon in hun artikels, naar de stijl van het Britse tijdschrift Private Eye. Zo omschreven ze de iPad als de 'Jobsian fondle slab' (jobsiaanse aaiplaat) en typeerden ze Second Life als 'Sadville' (zielige stad). 
Op 1 april is het niet verstandig om ieder bericht te geloven, zo berichtte El Reg in 2010 "DIMENSIONAL PORTAL INCURSION AT THE LHC! Elite troops confront 'response' to 7 TeV collisions".
Sinds 2000 publiceert The Register de Bastard Operator From Hell verhalen van Simon Travaglia, waarin het wel en vooral het wee van goedgelovige computergebruikers en een luie, leugenachtige systeembeheerder worden beschreven.